# Flavonoidă

Structura moleculară de bază a flavonelor (2-fenil-1,4-benzopironă)

Structura izoflavonoidelor (3-fenil-1,4-benzopironă)

Structura neoflavonoidelor (4-fenil-1,2-benzopironă)

Flavonoidele reprezintă o clasă de metaboliți secundari ai plantelor, cunoscuți pentru proprietățile lor antioxidante și pentru faptul că sunt prezenți în alimentele de origine vegetală. Din punct de vedere chimic, flavonoidele prezintă o structură generală bazată pe 15 atomi de carbon, formată din două resturi fenil (notate A și B) și un nucleu heterociclic cu oxigen (notat C). Astfel, flavonoidele au o structură de tipul C6-C3-C6. 

## Nomenclatură
Din punct de vedere al nomenclaturii IUPAC, flavonoidele se clasifică astfel:
- Flavonoide sau bioflavonoide - derivați de 2-fenil cromen-4–onă (structură 2-fenil-1,4-benzopironică)
- Izoflavonoide - derivați de 3-fenil-cromen-4-onă (structură 3-fenil-1,4-benzopironică)
- Neoflavonoide - derivați de 4-fenil-cumarină (structură 4-fenil-1,2-benzopironică)

## Căi de sinteză
Flavonoidele sunt sintetizate pe calea fenil propanolului, unde aminoacidul fenilalanină este utilizat la producerea 4-cumaroil-CoA. Acesta se condensează cu manoil-CoA pentru a obține un grup de compuși numiți calcone care conțin două inele fenil. Conjugarea continuă până la obținerea formei caracteristice cu trei cicluri. Calea metabolică continuă cu o serie de modificări enzimatice până la obținerea flavanonelor, de aici a dihidroflavononilor și apoi a antocianidinelor. Pe parcursul acestor procese are loc formarea de compuși intermediari: flavonoli, flavan-3-oli, proantocianidine și a mai multor compuși de tip polifenolic.

## Rol biologic
Flavonoidele sunt distribuite în plante , fiind responsabile de culoarea galbenă și roșie/albastră a florilor , având și rol de protecție față de microbi și insecte.Datorită largei lor răspândiri a varietății lor și toxicității scăzute comparativ cu alți metaboliți secundari (alcaloizi), determină ingestia lor de către oameni și animale în cantități mari. Datorită evidentei lor capacități de a modifica anumite reacții ale corpului la alergeni, virusuri și substanțe carcinogene, ele se mai numesc si modificatori naturali ai răspunsului biologic